# 木杆菌属
木杆菌属为溶杆菌科的一属细菌。该属的模式种为苛养木杆菌（Xylella fastidiosa）。

## 下属物种
本属包括以下物种：
- 苛养木杆菌 Xylella fastidiosa Wells et al. 1987，苛求木杆菌、木质部难养细菌
- 台湾木杆菌 Xylella taiwanensis Su et al. 2016